# Veïnat de Llebrers de Baix
Veïnat de Llebrers de Baix – miejscowość w Hiszpanii, w Katalonii, w prowincji Girona, w comarce Gironès, w gminie Cassà de la Selva.
Według danych INE z 2004 roku miejscowość zamieszkiwały 94 osoby.